# Academias Pontificias
Una Academia Pontificia es una sociedad honorífica académica establecida por o bajo la dirección de la Santa Sede. Algunas de ellas existían con bastante anterioridad a ser aceptadas como "Pontificias". Actualmente hay diez academias en Roma:
1. Insigne Academia Pontificia de los Virtuosos del Panteón - fundada en 1542 para estudiar, cultivar y perfeccionar las Bellas Artes.
2. Pontificia Academia de las Ciencias - fundada en 1603 para honrar y promocionar la investigación.
3. Pontificia Academia de Teología - obtuvo la aprobación papal en 1718 y fue refundada en 1956, para promocionar la fe católica auténtica.
4. Pontificia Academia Romana de Arqueología - fundada en 1810, promociona la arqueología cristiana y la historia del arte cristiano.[1]
5. Collegium Cultorum Martyrum - fundada en 1879, promueve la veneración de los mártires y el estudio de las catacumbas.
6. Pontificia Academia de Santo Tomás de Aquino - fundada en 1879 y promueve el estudio del tomismo.
7. Pontificia Academia Mariana Internacional - fundada en 1946, promueve la Mariología.
8. Pontificia Academia para la Vida - fundada en 1994, busca promover y defender la vida; encabezada anteriormente por el obispo Elio Sgreccia, y ahora por el arzobispo Salvatore Fisichelli, antiguo rector de la Pontificia Universidad Lateranense.
9. Pontificia Academia de las Ciencias Sociales - fundada en 1994, promueve las ciencias jurídicas, políticas, económicas y sociales, a la luz de las enseñanzas sociales de la iglesia.
10. Pontificia Academia de Latinidad, instituida en 2012 por Benedicto XVI.

La Academia Pontificia Eclesiástica no es una de las Academias Pontificias, sino uno de los Colegios Romanos.

## Mensajes de Benedicto XVI
- En la X sesión pública anual (5 de noviembre de 2005)
- Mensaje a la XII sesión pública de las Academias pontificias (8 de noviembre de 2007)
- Mensaje a la XIII sesión pública de las Academias pontificias (24 de noviembre de 2008)